# 1963年大韓民国大統領選挙
1963年大韓民国大統領選挙（1963ねんだいかんみんこくだいとうりょうせんきょ）は、1963年10月15日に、第三共和国時代の大韓民国大統領を選出するために行なわれた大統領選挙である。なお、韓国では選挙回数を「第○回」ではなく「第○代」と呼称するのが一般的である。

## 経緯
5・16軍事クーデターによって発足した軍事政権の国家再建最高会議（以下、最高会議）の民政移管方針に沿って行われた選挙である。1962年12月17日に憲法改正案が国民投票で承認され、12月26日から施行された憲法によって、第二共和国時代の責任内閣制から国民の直接投票で選出される大統領が強い行政権限を有する大統領制に戻された。最高会議議長の朴正煕は、1963年8月30日に予備役に編入され、翌31日に民主共和党（以下、共和党）総裁に就任し、同党の大統領候補となった。また野党側からは尹潽善（民政党）、許政（国民の党）、宋尭讃（自由民主党）などが立候補した。選挙は9月5日に告示され、9月15日に候補登録が締め切られ、以下の7名が立候補した。選挙運動期間中の10月2日に許政、10月7日に宋尭讃がそれぞれ「野党候補の一本化」を名目に立候補辞退したため、選挙戦は実質的に朴正熙と尹潽善による両者の争いになった。
| 候補者名         | 政党                     |
| ---------------- | ------------------------ |
| 朴正熙（박정희） | 民主共和党（민주공화당） |
| 尹潽善（윤보선） | 民政党（민정당）         |
| 許政（허정）     | 国民の党（국민의 당）    |
| 宋堯讃（송요찬） | 自由民主党（자유민주당） |
| 呉在泳（오재영） | 秋風会（추풍회）         |
| 卞栄泰（변영태） | 正民会（정민회）         |
| 張利錫（장이석） | 新興党（신흥당）         |

## 選挙の争点

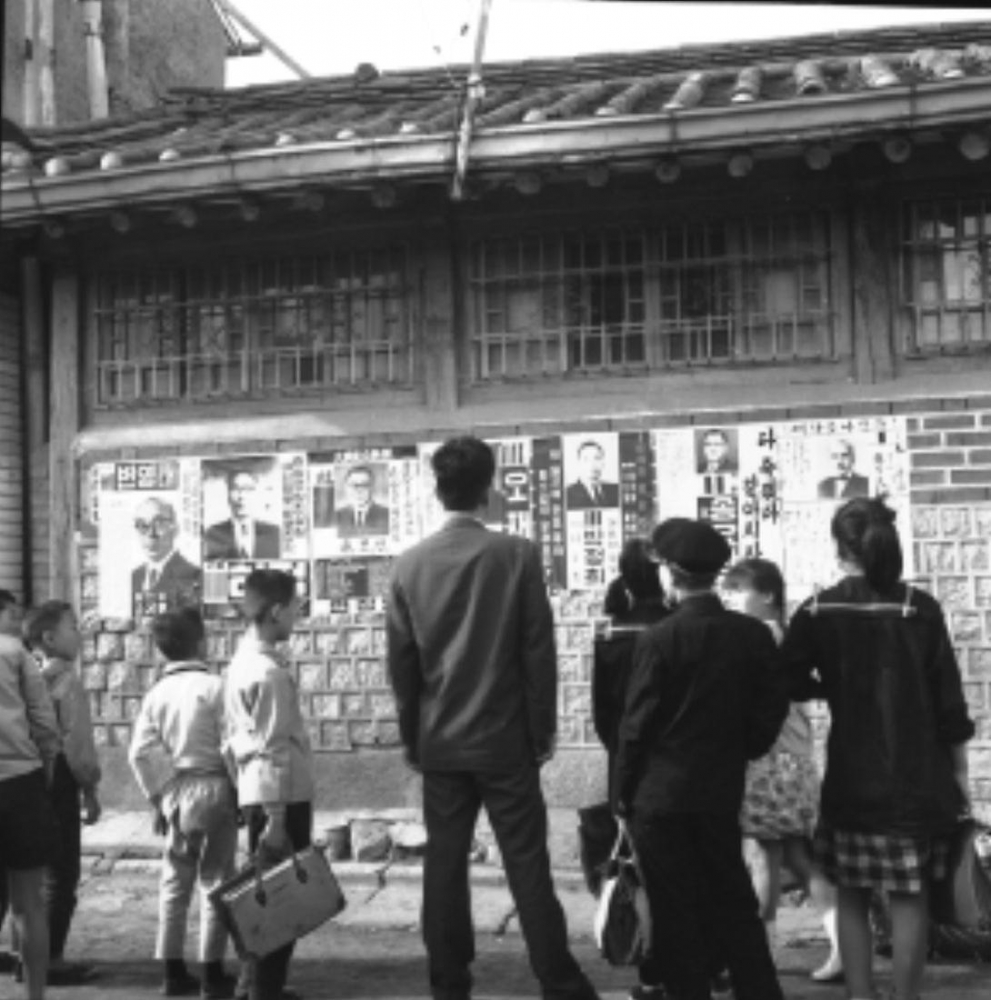
第5代大統領選挙立候補者ポスターをみる市民たち

この大統領選挙では、軍政勢力（朴正熙候補）とか旧政治勢力（尹潽善候補）の間による対決となったが、共和党と民政党両党の政綱・政策は保守的で大きな違いはなく、政策論争は殆ど見られなかった。
尹潽善候補が、1948年に麗水・順天において発生した韓国軍の反乱事件（麗水・順天事件）に朴正熙候補が係わっていた事を暗に示す発言で頂点に達した「思想論争」がもっぱらの関心となった。

## 選挙結果
選挙の結果、共和党の朴正熙候補が投票総数の41.61％（有効得票数では46．65％）を得て、次点の尹潽善候補（民政党）を15万票程上回り当選を果たした。
投票日：1963年10月15日
- 選挙人：12,985,015名
- 投票者数：11,036,175名
- 投票率：85.0％
- 有効投票総数：10,081,198票

| 当落 | 候補者 | 党派       | 得票数     | 得票率 |
| ---- | ------ | ---------- | ---------- | ------ |
| 当選 | 朴正煕 | 民主共和党 | 4,702,640  | 46.6   |
|      | 尹潽善 | 民政党     | 4,546,614  | 45.1   |
|      | 呉在泳 | 秋風会     | 408,664    | 4.1    |
|      | 卞栄泰 | 正民会     | 224,433    | 2.2    |
|      | 張履奭 | 新興党     | 198,837    | 2.0    |
| 合計 | 合計   | 合計       | 10,081,198 |        |

| 市･道        | 朴正熙 (民主共和党) | 朴正熙 (民主共和党) | 尹潽善 (民政党) | 尹潽善 (民政党) |
| 市･道        | 得票数              | 得票率              | 得票数          | 得票率          |
| ------------ | ------------------- | ------------------- | --------------- | --------------- |
| ソウル特別市 | 371,627             | 30.2％              | 802,052         | 65.1％          |
| 京畿道       | 384,764             | 33.1％              | 661,984         | 56.9％          |
| 江原道       | 296,711             | 39.6％              | 368,092         | 49.1％          |
| 忠清北道     | 202,789             | 39.8％              | 249,397         | 48.9％          |
| 忠清南道     | 405,077             | 40.8％              | 490,663         | 49.4％          |
| 全羅北道     | 408,556             | 49.4％              | 343,171         | 41.5％          |
| 全羅南道     | 765,712             | 57.2％              | 480,800         | 35.9％          |
| 釜山直轄市   | 242,779             | 48.2％              | 239,083         | 47.5％          |
| 慶尚北道     | 837,124             | 55.6％              | 543,392         | 36.1％          |
| 慶尚南道     | 706,079             | 61.7％              | 341,971         | 29.9％          |
| 済州道       | 81,422              | 69.9％              | 26,009          | 22.3％          |

出所：韓国中央選挙管理委員会「歴代選挙情報システム」。得票率は｢歴代選挙情報システム｣から引用した得票数を元に計算したものである。
朴正熙候補の勝因としては、野党が資金難に苦しんでいたのに対し、与党共和党は巨額の選挙資金を投入できたことと、野党内の分派抗争と野党候補の乱立という点が指摘できる。地域的に見た場合では、ソウル･京畿道、忠清道及び江原道で尹潽善が優勢となり、朴正熙は全羅道と慶尚道、釜山で優勢となった。なお、全羅南道では尹潽善に対し、朴正熙が28万票以上も引き離しており、後に激しくなった慶尚道と全羅道両地域の地域対立がこの時点では深刻ではなかったことを示している。